# Křížová entropie
Křížová entropie mezi dvěma rozděleními pravděpodobnosti {\displaystyle p} a {\displaystyle q} se stejnou podkladovou množinou událostí míry je v teorii informace průměrný počet bitů potřebných pro identifikaci události vybrané z množiny, jestliže kódovací schéma používané pro množinu je optimalizované pro odhadnuté rozdělení pravděpodobnosti {\displaystyle q} místo skutečného rozdělení {\displaystyle p}.

## Definice
Křížová entropie rozdělení {\displaystyle q} vůči rozdělení {\displaystyle p} na dané množině je definovaná takto:
{\displaystyle H(p,q)=-\operatorname {E} _{p}[\log q]}.
Jiná definice používá Kullbackovu–Leiblerovu divergenci {\displaystyle D_{\mathrm {KL} }(p\|q)} rozdělení {\displaystyle p} z {\displaystyle q} (neboli relativní entropie rozdělení {\displaystyle q} vzhledem k {\displaystyle p}):
{\displaystyle H(p,q)=H(p)+D_{\mathrm {KL} }(p\|q)},
kde {\displaystyle H(p)} je entropie rozdělení {\displaystyle p}.
Pro diskrétní pravděpodobnostní distribuce {\displaystyle p} a {\displaystyle q} se stejným nosičem {\displaystyle {\mathcal {X}}} to znamená
{\displaystyle H(p,q)=-\sum _{x\in {\mathcal {X}}}p(x)\,\log q(x)} (rovnice 1)
Pro spojité distribuce je situace analogická. Musíme předpokládat, že {\displaystyle p} a {\displaystyle q} jsou absolutně spojité vzhledem k nějaké referenční míře {\displaystyle r} (obvykle je {\displaystyle r} Lebesgueova míra na Borelovské σ-algebře). Nechť {\displaystyle P} a {\displaystyle Q} jsou hustoty pravděpodobností rozdělení {\displaystyle p} a {\displaystyle q} vzhledem k {\displaystyle r}. Pak
{\displaystyle -\int _{\mathcal {X}}P(x)\,\log Q(x)\,dr(x)=\operatorname {E} _{p}[-\log Q]}
a tedy
{\displaystyle H(p,q)=-\int _{\mathcal {X}}P(x)\,\log Q(x)\,dr(x)} (rovnice 2)
Poznámka: Notace {\displaystyle H(p,q)} se používá také pro jinou veličinu, sdruženou entropii rozdělení {\displaystyle p} a {\displaystyle q}.

## Motivace
Kraftova–McMillanova věta v teorii informace říká, že jakékoli přímo dekódovatelné kódovací schéma pro kódování zprávy identifikující jednu hodnotu {\displaystyle x_{i}} ze sady možností {\displaystyle \{x_{1},...,x_{n}\}} můžeme považovat za reprezentaci implicitního rozdělení pravděpodobnosti {\displaystyle q(x_{i})=\left({\frac {1}{2}}\right)^{l_{i}}} pro {\displaystyle \{x_{1},...,x_{n}\}}, kde {\displaystyle l_{i}} je délka kódu pro {\displaystyle x_{i}} v bitech. Proto lze křížovou entropii interpretovat jako očekávanou délku zprávy pro zakódování jedné položky, když předpokládáme nějaké rozdělení {\displaystyle q}, zatímco data mají ve skutečnosti rozdělení {\displaystyle p}. To znamená, že očekávané hodnoty se berou ze skutečného rozdělení pravděpodobnosti {\displaystyle p} místo z {\displaystyle q}. Očekávaná délka zprávy při skutečném rozdělení {\displaystyle p} je
{\displaystyle \operatorname {E} _{p}[l]=-\operatorname {E} _{p}\left[{\frac {\ln {q(x)}}{\ln(2)}}\right]=-\operatorname {E} _{p}\left[\log _{2}{q(x)}\right]=-\sum _{x_{i}}p(x_{i})\,\log _{2}{q(x_{i})}=-\sum _{x}p(x)\,\log _{2}q(x)=H(p,q)}

## Odhad
Je mnoho situací, kdy by bylo třeba měřit křížovou entropii, ale rozdělení {\displaystyle p} je neznámé. Příkladem je jazykové modelování, kde model je vytvořen na trénovací množině {\displaystyle T} a jeho křížová entropie je pak měřena na testovací množině pro zhodnocení, jak je model přesný v predikci testovacích dat. V tomto příkladě je {\displaystyle p} skutečné rozdělení slov v nějakém korpusu a {\displaystyle q} je rozdělení slov predikované modelem. Protože skutečné rozdělení je neznámé, nelze křížovou entropii přímo spočítat. V takovém případě se odhad křížové entropie počítá pomocí vzorce:
{\displaystyle H(T,q)=-\sum _{i=1}^{N}{\frac {1}{N}}\log _{2}q(x_{i})}
kde {\displaystyle N} je velikost testovací množiny a {\displaystyle q(x)} je pravděpodobnost události {\displaystyle x} odhadnuté z trénovací množiny. Suma se počítá přes {\displaystyle N}. Toto je pravděpodobnostní (Monte Carlo) odhad skutečné křížové entropie, při kterém testovací množinu považujeme za vzorek z {\displaystyle p(x)}.

## Vztah k logaritmické věrohodnosti
U klasifikačních problémů chceme odhadnout pravděpodobnost jednotlivých výsledků. Pokud odhadnutá pravděpodobnost výsledku {\displaystyle i} je {\displaystyle q_{i}}, zatímco frekvence (empirická pravděpodobnost) výsledku {\displaystyle i} v trénovací množině je {\displaystyle p_{i}} a v trénovací množině je N vzorků, pak věrohodnost trénovací množiny je
{\displaystyle \prod _{i}q_{i}^{Np_{i}}}
a logaritmická věrohodnost vydělená {\displaystyle N} je
{\displaystyle {\frac {1}{N}}\log \prod _{i}q_{i}^{Np_{i}}=\sum _{i}p_{i}\log q_{i}=-H(p,q)}
takže maximalizace věrohodnosti je totéž jako minimalizace křížové entropie.

## Minimalizace křížové entropie
Minimalizace křížové entropie se často používá při optimalizaci a odhadu pravděpodobnosti řídkých událostí; viz metoda křížové entropie.
Při porovnávání rozdělení {\displaystyle q} s pevným referenčním rozdělením {\displaystyle p} jsou křížová entropie a KL divergence identické až na aditivní konstantu (protože {\displaystyle p} je pevné): obě nabývají pro {\displaystyle p=q} své minimální hodnoty, která je {\displaystyle 0} pro KL divergenci a {\displaystyle \mathrm {H} (p)} pro křížovou entropii. V inženýrské literatuře se postup minimalizace KL divergence (Kullbackův "Princip minimální diskriminace informace") často nazývá Princip minimální křížové entropie (MCE, z anglického Principle of Minimum Cross-Entropy) nebo Minxent.
Jak je však diskutováno v článku Kullbackova–Leiblerova divergence, někdy je rozdělení {\displaystyle q} fixováno před referenčním rozdělením a rozdělení {\displaystyle p} je optimalizováno, aby bylo co nejbližší k {\displaystyle q}, při platnosti určitých omezení. V takovém případě obě minimalizace nejsou ekvivalentní. To vedlo k určité nejednoznačnosti v literatuře, protože někteří autoři usilovali vyřešit nekonzistenci tím, že termínem křížová entropie označují {\displaystyle D_{\mathrm {KL} }(p\|q)} místo {\displaystyle H(p,q)}.

## Nákladová funkce křížové entropie a logistická regrese
Křížovou entropii lze použít pro definování nákladové funkce při strojovém učení a optimalizaci. Skutečná pravděpodobnost {\displaystyle p_{i}} je skutečný popisek a dané rozdělení {\displaystyle q_{i}} je predikovanou hodnotou současného modelu.
Konkrétněji uvažujme logistickou regresi, kterou lze (mimo jiné) použít pro klasifikaci pozorování do dvou možných tříd (často značených {\displaystyle 0} a {\displaystyle 1}). Výstup modelu pro určité pozorování dané vektorem vstupních vlastností {\displaystyle x} lze interpretovat jako pravděpodobnost, což slouží jako základ pro klasifikaci pozorování. Pravděpodobnost je znázorněna pomocí logistické funkce {\displaystyle g(z)=1/(1+e^{-z})} kde {\displaystyle z} je nějaká funkce vstupního vektoru {\displaystyle x}, obvykle pouze lineární funkce. Pravděpodobnost výstupu {\displaystyle y=1} je
{\displaystyle q_{y=1}\ =\ {\hat {y}}\ \equiv \ g(\mathbf {w} \cdot \mathbf {x} )\ =1/(1+e^{-\mathbf {w} \cdot \mathbf {x} }),}
kde vektor vah {\displaystyle \mathbf {w} } je optimalizován pomocí nějakého vhodného algoritmu, jako například metodou gradientního spádu. Podobně komplementární pravděpodobnost hledání výstup {\displaystyle y=0} je
{\displaystyle q_{y=0}\ =\ 1-{\hat {y}}}
Při použití notace {\displaystyle p\in \{y,1-y\}} a {\displaystyle q\in \{{\hat {y}},1-{\hat {y}}\}} můžeme používat křížovou entropii pro získání míry odlišnosti mezi {\displaystyle p} a {\displaystyle q}:
{\displaystyle H(p,q)\ =\ -\sum _{i}p_{i}\log q_{i}\ =\ -y\log {\hat {y}}-(1-y)\log(1-{\hat {y}})}
Typická nákladová funkce, kterou používáme v logistické regresi, se počítá jako průměr všech křížových entropií ve vzorku. Pokud například máme {\displaystyle N} vzorků indexovaných {\displaystyle n=1,\dots ,N}, bude nákladová funkce
{\displaystyle {\begin{aligned}J(\mathbf {w} )\ &=\ {\frac {1}{N}}\sum _{n=1}^{N}H(p_{n},q_{n})\ =\ -{\frac {1}{N}}\sum _{n=1}^{N}\ {\bigg [}y_{n}\log {\hat {y}}_{n}+(1-y_{n})\log(1-{\hat {y}}_{n}){\bigg ]}\,,\end{aligned}}}
kde {\displaystyle {\hat {y}}_{n}\equiv g(\mathbf {w} \cdot \mathbf {x} _{n})=1/(1+e^{-\mathbf {w} \cdot \mathbf {x} _{n}})} a {\displaystyle g(z)} je logistická funkce stejně jako výše.
Logistická ztráta se někdy nazývá ztráta křížové entropie nebo logaritmická ztráta (V tomto případě se třídy zpravidla označují hodnotami {-1,+1}).